# Sergej Pavlov
Sergej Aleksandrovič Pavlov (in russo Сергей Александрович Павлов?; Furmanov, 16 settembre 1955) è un allenatore di calcio russo, tecnico del Tekstilščik Ivanovo.

## Palmarès

### Competizioni nazionali
- Pervenstvo Professional'noj Futbol'noj Ligi: 2

Saturn: 1998
Luč-Ėnergija: 2005